# Žofie Těšínská († 1541)
Žofie Těšínská (okolo 1520 v Těšíně – 1541 v Pardubicích) byla těšínská kněžna. Pocházela z těšínské větve rodu Piastovců, byla dcerou těšínského knížete Václava II. a jeho manželky Anny Hohenzollernské.

## Život
O jejím životě se dochovalo málo záznamů. Je však známa díky náhrobku v kostele sv. Bartoloměje v Pardubicích. Podle nápisu na náhrobku kněžna zemřela v roce 1541. Zápis více o původu kněžny nevypovídá. Pohřební komora s pozůstatky Žofie Těšínské byla prozkoumána pomocí teleskopické kamery roku 2020; bylo zjištěno, že tělo zesnulé je oblečené v honosném kabátci se zvonovitými rukávci.
Historici se domnívají, že jejím otcem byl Václav II. Těšínský. poukazuje na to listina českého krále Ferdinanda I. Habsburského z 31. ledna 1540, kde jménem neznámého hraběte z Pezinku žádá opatrovníka dětí po zemřelém Václavu II. Těšínském Jana IV. z Pernštejna o souhlas se sňatkem s kněžnou Žofii.
Manželství nebylo naplněno, protože kněžna již v následujícím roce zemřela.